# Enrica Fico
Enrica Fico (Cavi di Lavagna, 1954) es una actriz y directora de cine italiana.
Hija del combatiente Eraldo Higo, fue esposa de Michelangelo Antonioni, que había conocido en el 1972.

## Carrera
Su nombre se compara entre los colaboradores acreditados en los títulos de la película Professione: reporter (1975) de Antonioni. Como actriz, obtuvo buenas críticas sobre todo por el papel de Nadia en Identificación de una mujer (1982) de Antonioni. El episodio ambientado en Portofino en la película Más allá de las nubes (1995), de Antonioni, causó en parte el primer encuentro entre el regista y Enrica. Como directora ha dirigido Noto, Almendros, Vulcano, Stromboli, carnavale (1993), Hacer una película para mí es vivir (1995) y Con Michelangelo (2005).